# UGSE Nantes Volley Féminin

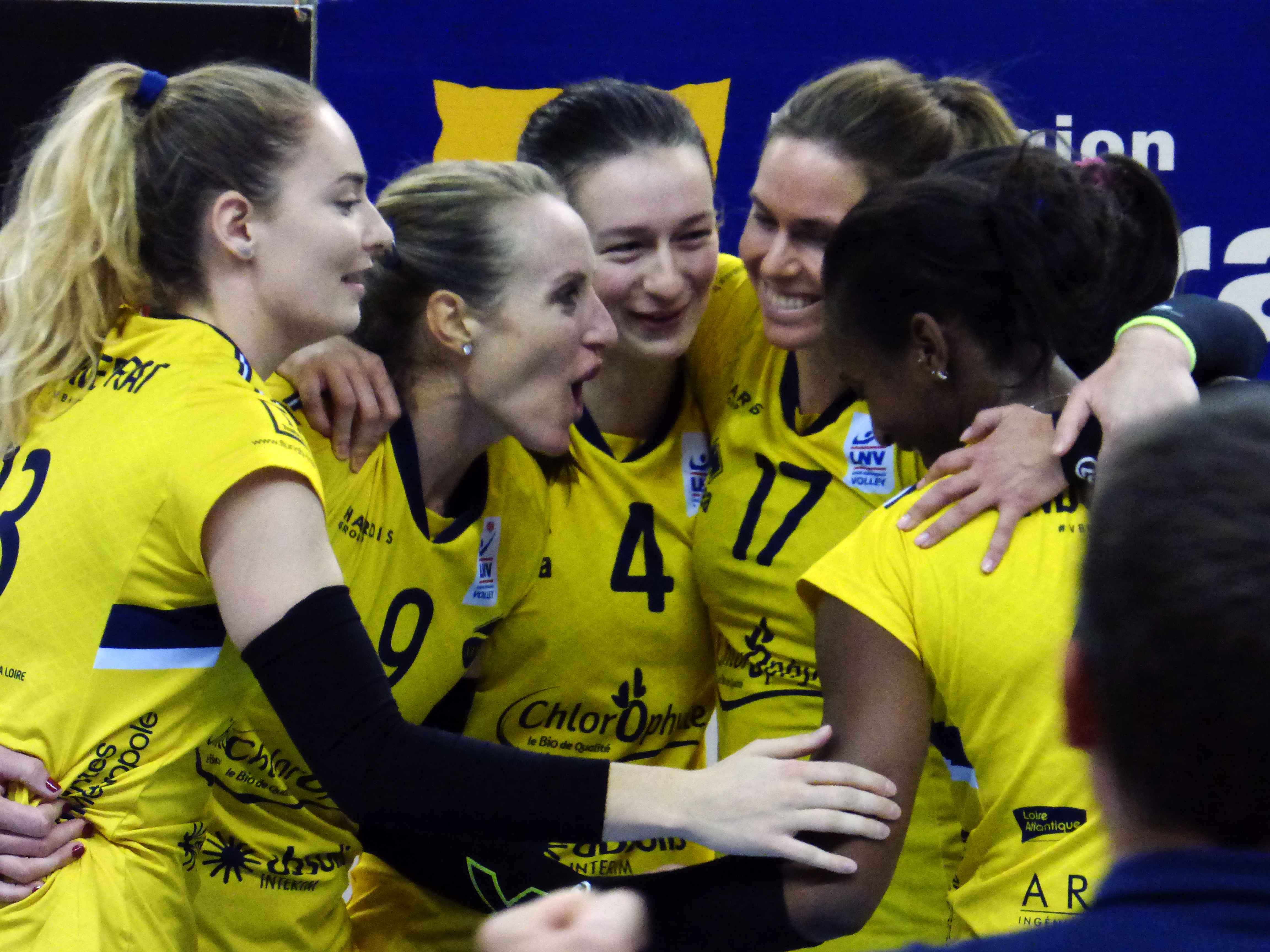
Zawodniczki UGSE Nantes Volley Féminin w sezonie 2017/2018

UGSE Nantes Volley Féminin – żeński klub piłki siatkowej z Francji. Swoją siedzibę ma w Nantes. Został założony w 2009 roku. Od sezonu 2022/2023 klub nosi nazwę Neptunes de Nantes VB.

## Sukcesy
Ligue A:
- 2014, 2019, 2024[1]

Puchar Challenge:
- 2024[2]

Puchar Francji:
- 2024[3]

Superpuchar Francji:
- 2024[4]